# Hospital Estadual Albert Schweitzer

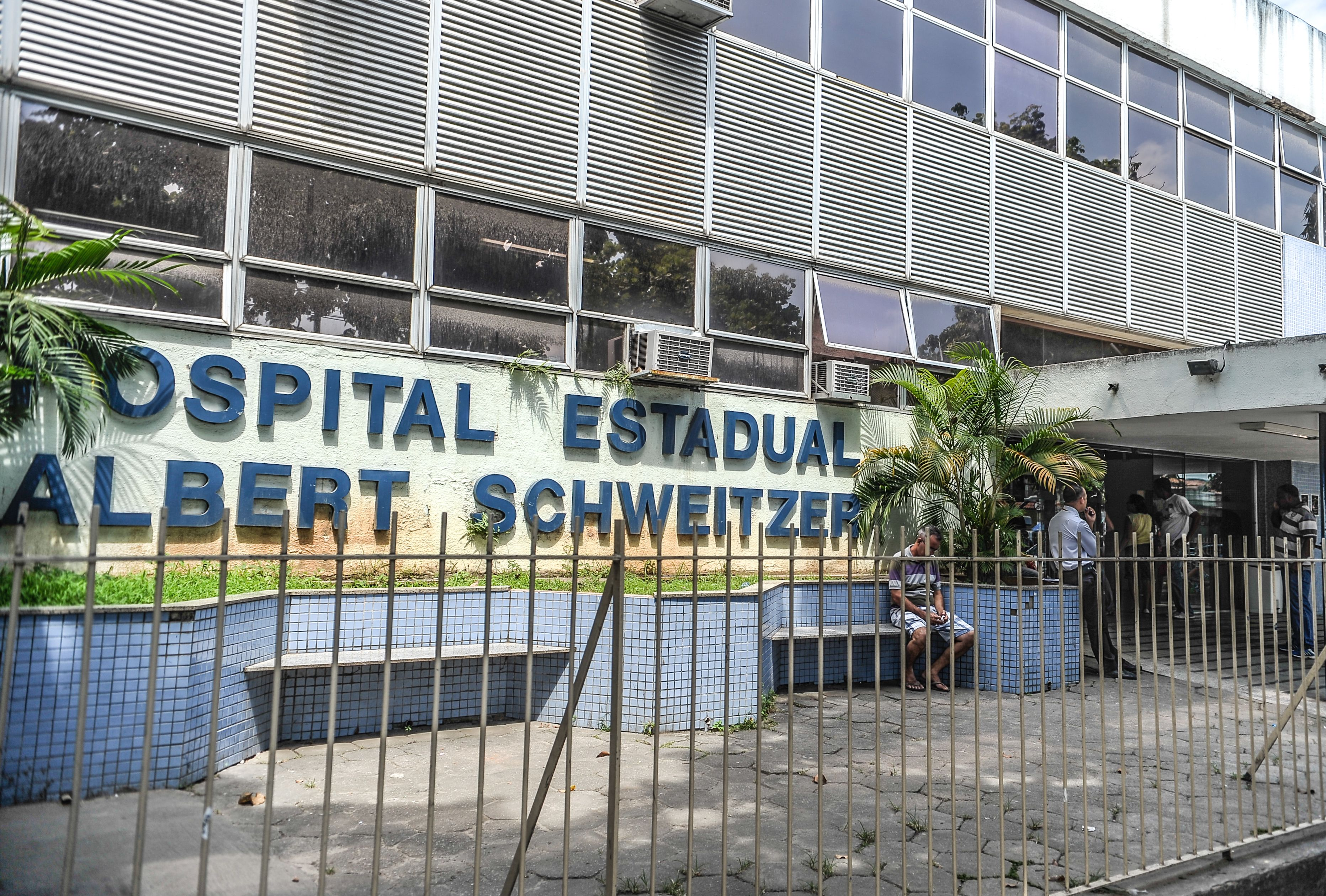
Hospital Albert Schweitzer

O Hospital Municipal Albert Schweitzer (HMAS) é um centro hospitalar público brasileiro localizado no bairro de Realengo, cidade do Rio de Janeiro.
O hospital conta com mais de 2.500 funcionários, 384 leitos, dos 45 são unidades de terapia intensiva (UTI). Em junho de 2011 foi inaugurada uma nova maternidade, com 64 leitos e capacidade para realizar 500 partos mensais, dispondo de onze leitos de UTI neonatal.
Em janeiro de 2016, passou a ser comandado pela prefeitura do Rio, deixando de ser de responsabilidade do Estado do Rio de Janeiro. 